# Henry Bové
Pour les articles homonymes, voir Bové.
Henry Bové est un flûtiste américain né en 1898 à Philadelphie et décédé en 1963 à New York. Il a également mené une carrière de compositeur ; son nom est parfois orthographié J. Henry Bové ou Henry Bove.

## Biographie
Henry Bové est l'un des élèves d'un flûtiste français de grand renom, Georges Barrère (1876-1944) ; celui-ci arrive à New York, aux États-Unis, en 1905, et il devient le professeur de musique d'Henry Bové ; l'élève de Georges Barrère, ainsi que d'autres élèves de ce flûtiste, tel Meredith Willson (1902-1984), rejoignent la section des flûtes de l'Orchestre philharmonique de New York, dans les années 1920 ; Henry Bové marquera sa reconnaissance pour Georges Barrère en lui dédiant l'une de ses oeuvres, un "Concertino pour flûte et piano", publié en 1931. En parallèle avec son activité de flûtiste au sein de la section des flûtes de l'Orchestre philharmonique de New York, Henry Bové écrit et publie des oeuvres ; ses partitions sont écrites, en majorité, pour la flûte, mais il compose aussi pour des petits ensembles de musique de chambre.

## Œuvres
Références de quelques-unes des œuvres composées pour des petits ensembles de musique de chambre, ou bien pour la flûte solo ; ces œuvres sont présentées ici en suivant l'ordre chronologique de l'année de leur publication, qui est indiquée entre parenthèses :
- Mélodie, d’après Impressions of Negro life. (1930)
- Petit trio : pour flûte (ou hautbois) B♭ clarinette et basson. (1934)
- Impromptu-caprice. (1935)
- Praeludium : d’après un prélude de J.S. Bach. (1935)
- The pied piper of Hamlin : for flute. (1939)
- Andante and allegro. (1942)